# Sweet Noise
Sweet Noise – polska grupa wykonująca szeroko pojętą muzykę rockową i heavymetalową. Powstała w 1990 roku w Swarzędzu pod Poznaniem. Formacji przewodzi wokalista sudańskiego pochodzenia – Piotr „Glaca” Mohamed, który pozostaje jedynym członkiem oryginalnego składu. W latach 1990–2007 grupa wydała pięć albumów polskojęzycznych oraz trzy anglojęzyczne. Pomimo licznych zmian składu Sweet Noise utrzymał charakterystyczne brzmienie oparte na wokalizach Mohameda oraz riffach wieloletniego gitarzysty Tomasza „Magica” Osińskiego, który opuścił zespół w 2007 roku. W 2019 roku zespół został reaktywowany i zagrał dziesięć koncertów, większość w ramach jesiennej trasy Respect Tour.
Na przestrzeni lat zespół został wielokrotnie wyróżniony w plebiscytach muzyki rockowej i heavymetalowej. Występował także na licznych festiwalach w tym: na Festiwalu Muzyków Rockowych w Jarocinie, Le Printemps de Bourges we Francji czy Wacken Open Air w Niemczech. Grupa dwukrotnie otrzymała także nagrodę polskiego przemysłu fonograficznego Fryderyka. Z zespołem związane jest stowarzyszenie wspierające młodych artystów – Noisenation.

## Historia
Grupa powstała w 1990 roku w Swarzędzu pod Poznaniem z inicjatywy wokalisty Piotra „Glacy” Mohameda i perkusisty Tomasza „Balbiny” Maćkowiaka. Skład formacji uzupełnili gitarzysta Robert „Waluś” Walczak i basista Maciej „Żuk” Żebrowski. Pierwszy koncert młodego zespołu odbył się rok później w poznańskiej Malcie w klubie Rejtan. Wkrótce w wyniku nieporozumień zespół został rozwiązany. Jednakże Mohamed i Maćkowiak postanowili kontynuować działalność jako Sweet Noise. Muzycy do współpracy zaprosili gitarzystę Tomasza „Magica” Osińskiego i basistę Macieja Szymańskiego. Stanowisko drugiego gitarzysty objął Robert „Waluś” Walczak, który współpracował z Żebrowskim w zespole Road House Blue. Grupa w odnowionym składzie koncertowała głównie w poznańskich klubach studenckich. Jeszcze w 1991 roku do składu powrócił Maciej Żebrowski, który zastąpił Szymańskiego. Pod koniec roku Sweet Noise opuścili Walczak i Żebrowski. Skład został uzupełniony dopiero na początku 1992 roku. Do grupy dołączyli gitarzysta Jan „Yach” Wróblewicz i basista Tomasz „Letki” Letkiewicz. Pod koniec roku w swarzędzkim Studio Czad muzycy zarejestrowali demo. Dzięki nagraniom formacja zaistniała w lokalnych stacjach radiowych.
Latem 1993 roku w Modern Sound Studio w Gdyni grupa zarejestrowała trzy kompozycje. Wśród nich był utwór „Dignity” który zaistniał na poznańskiej scenie muzycznej. Pod koniec roku grupa wystąpiła na festiwalu Mokotowska Jesień. Koncert przyciągnął zainteresowanie wytwórni muzycznych, w tym Koch International i M&M. Mimo to muzycy nie zdecydowali się na podpisanie umowy. Zespół wystąpił na Festiwalu Jarocin '94, gdzie otrzymał nagrodę dziennikarzy. W 1994 roku grupa przeżyła kryzys związany z kierunkiem działalności oraz uzależnieniem od alkoholu. Tego samego roku grupa wystąpiła w poznańskim klubie Stary Browar. Koncert pozytywnie przyczynił się do dalszej działalności formacji oraz zainspirował pierwsze sukcesy. Wśród nich było zwycięstwo na Festiwalu Grup Rockowych w Węgorzewie. Zespół wygrał również eliminacje do festiwalu Le Printemps de Bourges ’95. Następnie grupa otrzymała Nagrodę Dziennikarzy na Festiwalu Muzyków Rockowych w Jarocinie. Występ przyczynił się także do podpisania kontraktu płytowego z wytwórnią Izabelin Studio. Efektem umowy był debiutancki album zatytułowany Respect, który ukazał się 30 stycznia 1995 roku. Płyta była promowana teledyskiem do utworu „Godność”. W kwietniu grupa wyjechała do Francji, gdzie dała koncert w ramach Le Printemps de Bourges, poprzedzając m.in. Megadeth, Machine Head i Therapy?.
Po powrocie z Francji zespół zrealizował teledysk do utworu „Cisza”. Obraz uzyskał nominację na festiwalu Yach Film w kategorii teledysk roku. Kompozycja spotkała się także z zainteresowaniem telewizji MTV, która wielokrotnie wyemitowała teledysk w programie Headbangers Ball. Również w 1995 roku grupa zagrała na festiwalach Prince Rocks Węgorzewo Poland, Rock Sopot Festival oraz Odjazdy. W grudniu Sweet Noise wziął udział w trasie koncertowej zespołów Vader i Proletaryat. W tym samym czasie zespół opuścił Wróblewicz, którego zastąpił Grzegorz „Bigozz” Bigosiński. Wkrótce potem menedżerką zespołu została pracowniczka PolyGram Polska – Sylwia Lato, późniejsza żona Piotra Mohameda. 13 maja 1996 roku ukazał się drugi album formacji pt. Getto. Gościnnie w nagraniach wzięły udział wokalistki Natalia Kukulska i Anja Orthodox oraz zespół Vader w składzie: Piotr Wiwczarek, Krzysztof Raczkowski, Jarosław Łabieniec i Leszek Rakowski. Drugi album Sweet Noise był promowany teledyskiem do utworu „Wyżej”, który wyreżyserował Yach Paszkiewicz. Kolejny obraz promujący został zrealizowany do kompozycji „Bruk”. Klip został wyróżniony Grand Prix oraz nagrodami w kategoriach najlepsza reżyseria i najlepszy montaż na festiwalu Yach Film. W 1997 roku formację opuścił jej współzałożyciel Tomasz „Balbina” Maćkowiak, którego zastąpił Bartłomiej „Fido” Czerniachowski. 24 marca tego samego roku ukazała się anglojęzyczna edycja drugiej płyty Sweet Noise pod tytułem Ghetto.
Na rynku międzynarodowym album był promowany teledyskiem do utworu „Ghetto”. Muzycy dali także szereg koncertów za granicą, w tym na festiwalach: Rock Pop Bratislava w stolicy Słowacji i Headbangers Heaven w Holandii. Grupa koncertowała również w Polsce, poprzedzając m.in. występ Biohazard w warszawskim klubie Proxima. Mohamed nawiązał współpracę z redakcją emitowanego na antenie TVP1 programu Mur, wraz z którą zorganizował akcję „Mur przeciwko przemocy”. W tym samym czasie grupę opuścił Tomasz „Letki” Letkiewicz, którego zastąpił Maciej „Żuk” Żebrowski znany z pierwszego składu Sweet Noise. Rok później płyta Getto została wyróżniona 1. miejscem w kategorii heavy metal w podsumowaniu magazynu Gitara i Bas. Pismo wyróżniło także Osińskiego, Letkiewicza i Bigosińskiego, którzy zajęli miejsca w dziesiątce wyróżnionych muzyków. Następnie w kwietniu grupa otrzymała nagrodę polskiego przemysłu fonograficznego Fryderyka w kategorii album roku metal. Kolejne miesiące 1998 roku grupa spędziła na koncertowaniu oraz pracy nad kolejnym albumem. Formacja wystąpiła m.in. w katowickim Spodku, poprzedzając występ Black Sabbath oraz na festiwalach Radegast Open Air w Czechach i Wacken Open Air w Niemczech. 13 listopada ukazał się trzeci album grupy, zatytułowany Koniec wieku.
W 1998 roku grupa wsparła antyrasistowską kampanię Muzyka Przeciwko Rasizmowi firmowaną przez Stowarzyszenie „Nigdy Więcej”. W 1999 roku lider Sweet Noise – Piotr „Glaca” Mohamed wraz ze swoją córką Sarą wziął udział w kampanii antynarkotykowej „Narkotyki – nie biorę”. Wkrótce potem Sweet Noise opuścił Bigosiński, którego zastąpił Robert „Cipis” Gasperowicz, znany z występów w formacji Slashing Death. W odnowionym składzie grupa dała szereg koncertów w Polsce, m.in. w Olecku, Skierniewicach i Knurowie. Ponadto formacja wystąpiła na festiwalu EB Rock w Węgorzewie, Festiwalu Muzyki Młodej Białorusi – Basowiszcza, Noc Plna Hvezd w Czechach. Pod koniec roku ukazała się anglojęzyczna wersja trzeciej płyty Sweet Noise pt. The End of Century. Wydawnictwo wyprodukowane przez Mohameda i Osińskiego zostało ponownie zmiksowane i zmasterowane. Następnie zespół opuścił Czerniachowski, którego zastąpił Maciej „Ślepy” Głuchowski. W 2000 roku doszło do nieporozumień z wytwórnią muzyczną Universal Music Polska, która odrzuciła materiał na czwarty album studyjny. W konsekwencji grupa zerwała kontrakt z wydawcą. Tego samego roku z zespołu odszedł Żebrowski, którego zastąpił Henry Tod. W odnowionym składzie grupa odbyła krótką trasę koncertową. Muzycy wystąpili także na 3. Międzynarodowym Festiwalu Tatuażu Artystycznego Megatattoo w Warszawie.
Jeszcze w 2000 roku formację opuścił Robert „Cipis” Gasperowicz. Natomiast pozostali członkowie skoncentrowali się na pracy nad nagraniami kolejnego albumu roboczo zatytułowanego N.U.E.R.H.A. – System, porządek, ład – pierdolę. W 2001 roku grupę opuścił Głuchowski, którego zastąpił Karol „Toy” Skrzyński. Koncertowy skład uzupełnili perkusista Miss, obsługujący samplery Paweł Gizgier oraz gitarzyści znani jako X1 i X2. W ośmioosobowym składzie formacja wystąpiła na festiwalu Przystanek Woodstock. Oprawę wizualną koncertu opracował Teatr Pławna 9. W 2002 roku został ustalony ostateczny tytuł nowej płyty – Czas ludzi cienia. Wydawnictwo ukazało się 3 sierpnia tego samego roku nakładem należącej do Sweet Noise wytwórni Noise Inc. oraz Jazz’N’Java. Płyta była promowana teledyskiem do utworu „Dzisiaj mnie kochasz, jutro nienawidzisz” z gościnnym udziałem wokalistki Anny Marii Jopek. Również w 2002 roku zespół wystąpił ponownie na festiwalu Przystanek Woodstock. Występ odbył się w nowym składzie. Drugim perkusistą w zastępstwie Miss został Tomasz „Dem” Molka, stanowisko wokalisty wspierającego objął Mikołaj „Emef” Fajfer, a obsługą samplerów i gramofonów zajął się Tomasz „DJ Kostek” Kościelny. Oprawę wizualną występu przygotował ormiański artysta Vahan Bego, później związany z zespołem na stałe. We wrześniu Sweet Noise powołał stowarzyszenie młodych artystów Noisenation.
Na początku 2003 roku formacja dała szereg koncertów w Polsce. W kwietniu zespół po raz drugi został nagrodzony Fryderykiem w kategorii album roku metal za płytę Czas ludzi cienia. Formacja, chcąc wyrazić swój sprzeciw wobec praktyk w polskim przemyśle muzycznym, nie odebrała wyróżnienia. Następnie Sweet Noise wystąpił na festiwalu Metalmania w katowickim Spodku. Wkrótce potem grupa otrzymała Nagrodę Złotego Bączka, która umożliwiła Sweet Noise występ na kolejnym Przystanku Woodstock. 8 listopada tego samego roku ukazał się piąty album grupy, zatytułowany Revolta. Na albumie gościnnie wystąpili wokalistka Edyta Górniak, raper Ryszard „Peja” Andrzejewski, wokalista Adam „Nergal” Darski i perkusista Krzysztof „Docent” Raczkowski. Wydawnictwo było promowane teledyskiem do utworu „Jeden taki dzień” w reżyserii Mikołaja Góreckiego i Piotra Mohameda. W 2004 roku ukazało się pierwsze DVD zespołu pt. Przystanek Woodstock – Live z zapisem koncertu na festiwalu Przystanek Woodstock. Latem 2005 roku do grupy dołączył perkusista Krzysztof „Docent” Raczkowski, który zmarł nagle w sierpniu tego samego roku. 3 sierpnia 2007 roku ukazał się album grupy pt. The Triptic. W części utworów na płycie zostały wykorzystane ślady perkusji zarejestrowane przez Raczkowskiego. W nagraniach wzięli udział także afrykańscy artyści: Zukile Malahlana, Lipuo Tsira Titi czy Teba Shumba. Płyta została objęta honorowym patronatem Ambasady Republiki Południowej Afryki. Wydawnictwo było promowane teledyskiem do utworu „Sympathy For The Devil Part 666” będący interpretacją z repertuaru The Rolling Stones. Pod koniec roku został opublikowany drugi teledysk promujący płytę – „Give It All Away”. W utworze wystąpił gościnnie Zukile Malahlana. Płyta The Triptic była ostatnią zrealizowaną z udziałem gitarzysty Tomasza Osińskiego, który opuścił zespół z niewyjaśnionych przyczyn. Promocji ostatniego albumu Sweet Noise nie towarzyszyły koncerty. Nastąpiła także destabilizacja składu formacji, która od 2007 roku stanowi trio.

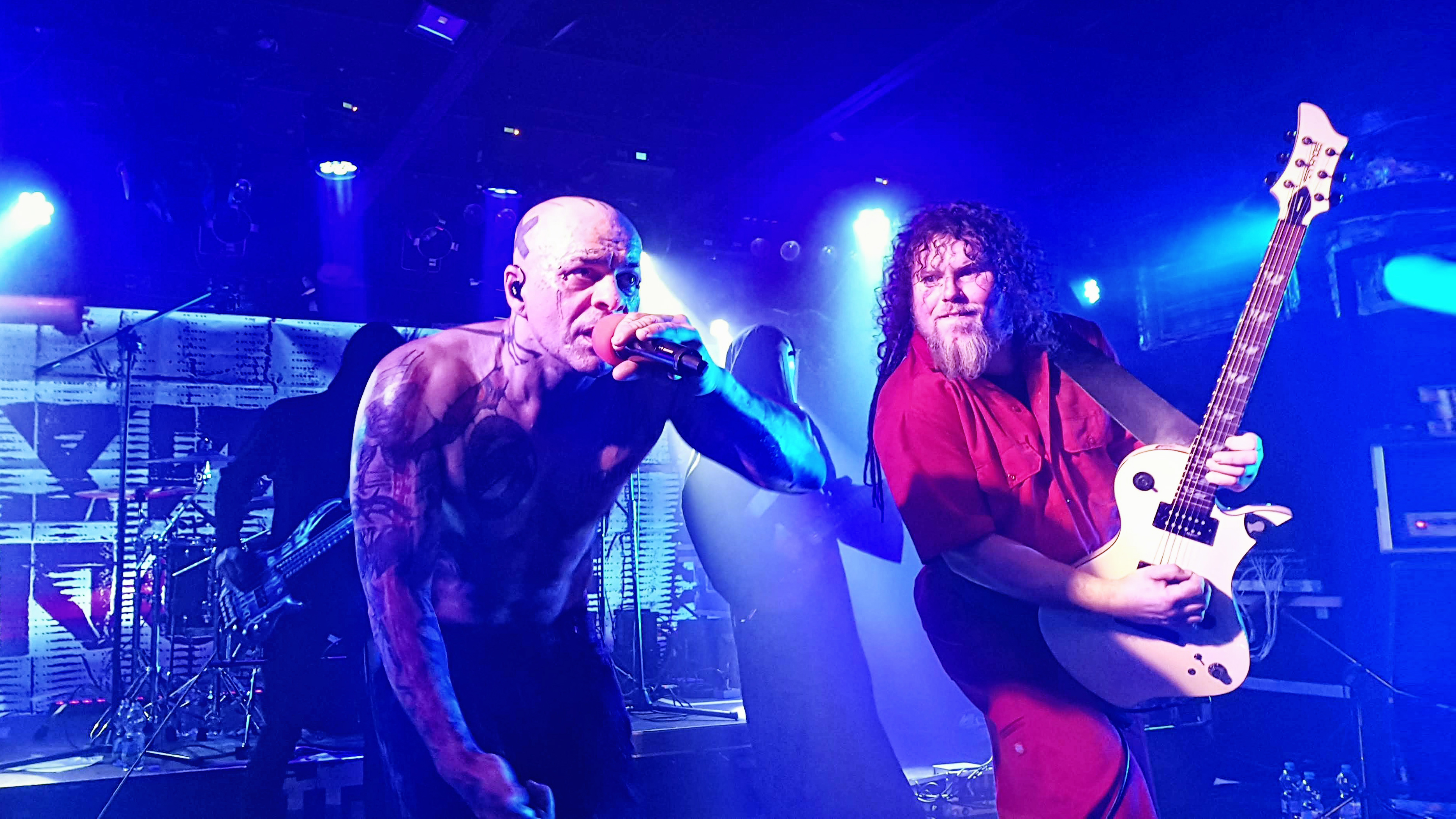
Koncert zespołu w Warszawie 9 grudnia 2019 w ramach trasy Respect Tour. Na zdjęciu Piotr „Glaca” Mohamed i Tomasz „Magic” Osiński

W 2007 roku Mohamed napisał muzykę na potrzeby filmu We Are the Strange w reżyserii M dot Strange. Ścieżka dźwiękowa została wydana na płycie DVD wraz z obrazem. W 2008 roku wokalista podjął współpracę z japońskim producentem i multiinstrumentalistą, Toshim Kasaim. Efektem był projekt pod nazwą Serce, w ramach którego powstały trzy utwory opublikowane na profilu Myspace duetu. Również w 2008 roku pod nazwą Noise Inc. Mohamed wydał album The Clean Cut Blade zawierający nagrania z gatunku noise. Płyta została udostępniona bezpłatnie w formie digital download. Rok później wokalista nawiązał współpracę z basistą Justinem Chancellorem z zespołu Tool. Muzycy utworzyli projekt pod nazwą M.T.void oraz nagrali album zatytułowany Nothing’s Matter. Wszystkie kompozycje zostały napisane, wyprodukowane i zmiksowane przez Chancellora i Mohameda. Mastering wykonał Bob Ludwig, znany m.in. ze współpracy z takimi zespołami jak: AC/DC, Pink Floyd, Nirvana oraz Rage Against the Machine. Zapowiadana płyta ostatecznie nie została wydana. Część nagrań M.T.void została udostępniona w serwisie Myspace.
W 2019 roku Piotr „Glaca” Mohamed reaktywował zespół, zapraszając do współpracy nowych muzyków oraz wieloletniego gitarzystę Sweet Noise Tomasza „Magica” Osińskiego. W lipcu 2019 zespół zagrał koncerty w Poznaniu i Pruszczu Gdańskim, zaś w listopadzie i grudniu miała miejsce trasa koncertowa Respect Tour, podczas której odbyło się kolejnych osiem występów: w Białymstoku, Krakowie, Szczecinie, Wrocławiu, Zabrzu, Lublinie, Gdyni oraz w Warszawie. Nazwa trasy była związana z 25-leciem wydania pierwszego albumu zespołu Respect.

## Muzyka i teksty
Zespół Sweet Noise nie stronił od muzycznych eksperymentów. Pierwsza dekada działalności zespołu została jednakże oparta na nurcie hardcore z elementami heavy metalu i szeroko pojętego rocka. Na wydanym w 2002 roku albumie Czas ludzi cienia grupa nawiązała do stylistyki industrial metalu i muzyki elektronicznej. Z kolei na wydanym rok później albumie Revolta zaistniały elementy hip-hopu. W 2007 roku ukazał się ostatni album formacji, zatytułowany The Triptic. Na płycie grupa zachowała nawiązania do muzyki industrialnej, uzupełnionej takimi gatunkami jak: ambient, muzyka etniczna i soul.
Ponadto w twórczości grupy wyraźne są wpływy takich gatunków jak metal alternatywny i hard rock. Autorem tekstów od początku działalności Sweet Noise był Piotr „Glaca” Mohamed. Wokalista nawiązywał do takich zagadnień, jak terroryzm, przemoc, cierpienie, korupcja, wyzysk i rasizm. Mohamed w swych tekstach często używał prostego, sugestywnego języka i wulgaryzmów.

## Muzycy
| Skład     | Skład                                                                    |
| --------- | ------------------------------------------------------------------------ |
| 1990      | Mohamed, Walczak, Żebrowski, Maćkowiak                                   |
| 1991      | Mohamed, Osiński, Walczak, Szymański, Maćkowiak                          |
| 1991      | Mohamed, Osiński, Walczak, Żebrowski, Maćkowiak                          |
| 1992–1995 | Mohamed, Osiński, Wróblewicz, Letkiewicz, Maćkowiak                      |
| 1994–1996 | Mohamed, Osiński, Bigosiński, Letkiewicz, Maćkowiak                      |
| 1997      | Mohamed, Osiński, Bigosiński, Letkiewicz, Czerniachowski                 |
| 1997–1999 | Mohamed, Osiński, Bigosiński, Żebrowski, Czerniachowski                  |
| 1999      | Mohamed, Osiński, Gasperowicz, Żebrowski, Czerniachowski                 |
| 1999–2000 | Mohamed, Osiński, Gasperowicz, Żebrowski, Głuchowski                     |
| 2000      | Mohamed, Osiński, Gasperowicz, Tod, Głuchowski                           |
| 2000      | Mohamed, Osiński, Tod, Głuchowski                                        |
| 2001      | Mohamed, Osiński, Tod, Skrzyński, Miss, Gizgier                          |
| 2002      | Mohamed, Osiński, Kościelny, Tod, Skrzyński                              |
| 2002–2003 | Mohamed, Fajfer, Osiński, Mendyk, Kościelny, Tod, Skrzyński, Molka, Bego |
| 2003      | Mohamed, Osiński, Mendyk, Łabieniec, Kościelny, Tod, Skrzyński, Bego     |
| 2004      | Mohamed, Osiński, Kościelny, Tod, Skrzyński, Bego                        |
| 2005      | Mohamed, Osiński, Kościelny, Tod, Raczkowski, Bego                       |
| 2005–2007 | Mohamed, Osiński, Kościelny, Bego                                        |
| 2007–     | Mohamed, Kościelny, Bego                                                 |

Obecny skład zespołu
- Piotr „Glaca” Mohamed – śpiew (1990-2008, od 2016)[33][34]
- Tomasz „Magic” Osiński – gitara (1991–2007, od 2016)
- Adam Koterski – bas (od 2016)
- Grzegorz (Gregor) Piotrowski – gitara (od 2016)
- Przemysław Kińczyk – gitara (od 2019)
- Damian Krawczyk – perkusja (od 2019)

Byli członkowie zespołu
- Mikołaj „Emef” Fajfer – śpiew (2002–2003)
- Tomasz „Balbina” Maćkowiak – perkusja (1990–1997)
- Beata Kozak – perkusja (1997)
- Bartłomiej „Fido” Czerniachowski – perkusja (1997–1999)
- Maciej „Ślepy” Głuchowski – perkusja (1999–2001)
- Tomasz „Dem” Molka – perkusja (2002–2003)
- Karol „Toy” Skrzyński – perkusja (2001–2005)
- Miss – perkusja (2001)
- Krzysztof „Docent” Raczkowski – perkusja (2005)
- Maciej „Żuk” Żebrowski – gitara basowa (1990–1991, 1997–2000)
- Maciej Szymański – gitara basowa (1991)
- Tomasz „Letki” Letkiewicz – gitara basowa (1992–1997)
- Henry Tod – gitara basowa (2000–2005)
- Robert „Waluś” Walczak – gitara (1991)
- Jan „Yach” Wróblewicz – gitara (1992–1995)
- Grzegorz „Bigozz” Bigosiński – gitara (1994–1999)
- Robert „Cipis” Gasperowicz – gitara (1999–2000)
- Aleksander „Olass” Mendyk – gitara (2002–2003)
- Jarosław „China” Łabieniec – gitara (2003)
- Paweł Gizgier – sampler (2001)
- Tomasz „DJ Kostek” Kościelny – gramofony (2002–2008)
- Vahan Bego – scenografia (2002–2008)

## Dyskografia
| 1995                           | Respect - Data: 30 stycznia 1995 - Wydawca: Izabelin Studio                       | –  |
| 1996                           | Getto - Data: 13 maja 1996 - Wydawca: Izabelin Studio, PolyGram Polska            | –  |
| 1997                           | Ghetto - Data: 24 marca 1997 - Wydawca: PolyGram Polska                           | –  |
| 1998                           | Koniec wieku - Data: 13 listopada 1998 - Wydawca: Universal Music Polska          | –  |
| 1999                           | The End of Century - Data: 8 listopada 1999 - Wydawca: Universal Music Polska     | –  |
| 2002                           | Czas ludzi cienia - Data: 3 sierpnia 2002 - Wydawca: Jazz’N’Java, Noise Inc., EMI | 9  |
| 2003                           | Revolta - Data: 8 listopada 2003 - Wydawca: Jazz’N’Java, Noise Inc., EMI          | 10 |
| 2007                           | The Triptic - Data: 6 sierpnia 2007 - Wydawca: Noise Inc., EMI                    | 14 |
| „–” pozycja nie była notowana. |                                                                                   |    |

| 1994                           | Godność                                                          | –  | 7  | – | –  |
| 1995                           | Cisza                                                            | –  | –  | – | –  |
| 1996                           | Wyżej                                                            | –  | –  | – | –  |
| 1996                           | Bruk                                                             | –  | 41 | – | –  |
| 1997                           | Ghetto                                                           | –  | –  | – | –  |
| 1998                           | W Imię Boga                                                      | –  | –  | – | –  |
| 1998                           | Płomień życia                                                    | –  | 38 | – | –  |
| 2002                           | Dzisiaj mnie kochasz, jutro nienawidzisz (oraz Anna Maria Jopek) | 21 | 1  | 7 | 5  |
| 2002                           | Nie było                                                         | –  | –  | – | 18 |
| 2002                           | N.U.E.R.H.A.                                                     | –  | 52 | – | –  |
| 2003                           | Jeden taki dzień (oraz Peja)                                     | –  | 4  | – | 2  |
| 2004                           | Nie było (oraz Edyta Górniak)                                    | 4  | 11 | – | 3  |
| „–” pozycja nie była notowana. |                                                                  |    |    |   |    |

| Rok  | Tytuł                          | Uwagi   |
| ---- | ------------------------------ | ------- |
| 2002 | Live Przystanek Woodstock 2001 | Bootleg |
| 2004 | Droga do Czasu ludzi cienia    | Bootleg |

## Wideografia
| Rok  | Tytuł |
| ---- | --- |
| 2004 | Przystanek Woodstock – Live - Data: 26 lipca 2004 - Wydawca: Złoty Melon, Noise INC., Pomaton EMI - Format: DVD |

## Teledyski
| Rok  | Tytuł                                                              | Reżyseria                                            | Album             |
| ---- | ------------------------------------------------------------------ | ---------------------------------------------------- | ----------------- |
| 1995 | „Godność”                                                          | –                                                    | Respect           |
| 1995 | „Cisza”                                                            | –                                                    | Respect           |
| 1996 | „Wyżej”                                                            | Yach Paszkiewicz                                     | Getto             |
| 1996 | „Bruk”                                                             | Jacek Taszkowski, Leszek Molski                      | Getto             |
| 1997 | „Ghetto”                                                           | Jacek Taszkowski, Leszek Molski                      | Getto             |
| 1998 | „W imię Boga”                                                      | zdj. Pilmotwórnia (Paweł Althamer, Grzegorz Matusik) | Koniec wieku      |
| 1998 | „Płomień życia”                                                    | zdj. Pilmotwórnia (Paweł Althamer, Grzegorz Matusik) | Koniec wieku      |
| 2002 | „Dzisiaj mnie kochasz, jutro nienawidzisz” (oraz Anna Maria Jopek) | Mikołaj Górecki                                      | Czas ludzi cienia |
| 2002 | „Nie było”                                                         | Mikołaj Górecki                                      | Czas ludzi cienia |
| 2002 | „N.U.E.R.H.A.”                                                     | Mikołaj Górecki                                      | Czas ludzi cienia |
| 2003 | „Jeden taki dzień” (oraz Peja)                                     | Mikołaj Górecki, Piotr Mohamed                       | Revolta           |
| 2004 | „Nie było” (oraz Edyta Górniak)                                    | Michał Gazda, Piotr Mohamed                          | Revolta           |
| 2007 | „Sympathy for the devil part 666”                                  | Mikołaj Górecki                                      | The Triptic       |
| 2007 | „Give It All Away”                                                 | Piotr Mohamed, Mikołaj Górecki, Łukasz Urbanowski    | The Triptic       |

## Nagrody i wyróżnienia
| Rok  | Kategoria                                                               | Nagroda                      | Uwagi     |
| ---- | ----------------------------------------------------------------------- | ---------------------------- | --------- |
| 1995 | Teledysk roku („Cisza”)                                                 | Yach Film                    | Nominacja |
| 1996 | Grand Prix („Bruk”)                                                     | Yach Film                    | Nagroda   |
| 1996 | Najlepsza reżyseria („Bruk”)                                            | Yach Film                    | Nagroda   |
| 1996 | Najlepszy montaż („Bruk”)                                               | Yach Film                    | Nagroda   |
| 1997 | Album roku metal (Ghetto)                                               | Fryderyk                     | Nagroda   |
| 1998 | Album roku metal (Koniec wieku)                                         | Fryderyk                     | Nominacja |
| 1999 | Album roku metal (The End Of The Century)                               | Fryderyk                     | Nominacja |
| 2002 | Najlepsza reżyseria („Dzisiaj mnie kochasz, jutro nienawidzisz”)        | Yach Film                    | Nominacja |
| 2002 | Najlepsza kreacja aktorska („Dzisiaj mnie kochasz, jutro nienawidzisz”) | Yach Film                    | Nominacja |
| 2002 | Grand Prix („Dzisiaj mnie kochasz, jutro nienawidzisz”)                 | Yach Film                    | Nagroda   |
| 2002 | Album roku metal (Czas ludzi cienia)                                    | Fryderyk                     | Nagroda   |
| 2003 | Muzyk roku (Glaca)                                                      | Plebiscyt Metal Hammer, 2002 | 3 miejsce |
| 2003 | Osobowość roku (Glaca)                                                  | Plebiscyt Metal Hammer, 2002 | 1 miejsce |
| 2003 | Zespół roku                                                             | Plebiscyt Metal Hammer, 2002 | 2 miejsce |
| 2003 | Album roku (Czas ludzi cienia)                                          | Plebiscyt Metal Hammer, 2002 | 1 miejsce |
| 2003 | Przebój roku („Dzisiaj mnie kochasz jutro nienawidzisz”)                | Plebiscyt Metal Hammer, 2002 | 1 miejsce |
| 2004 | Najlepszy wokalista (Piotr „Glaca” Mohamed)                             | Plebiscyt Teraz Rock, 2003   | 4 miejsce |
| 2004 | Najlepszy gitarzysta (Tomasz „Magic” Osiński)                           | Plebiscyt Teraz Rock, 2003   | 8 miejsce |
| 2004 | Najlepszy zespół                                                        | Plebiscyt Teraz Rock, 2003   | 5 miejsce |
| 2004 | Najlepsza płyta (Revolta)                                               | Plebiscyt Teraz Rock, 2003   | 6 miejsce |
| 2004 | Najlepszy przebój („Jeden taki dzień”)                                  | Plebiscyt Teraz Rock, 2003   | 5 miejsce |